# Eutrichapion mystriophorum
Eutrichapion mystriophorum é uma espécie de insetos coleópteros polífagos pertencente à família Apionidae.
A autoridade científica da espécie é Alonso-Zarazaga, tendo sido descrita no ano de 1994.
Trata-se de uma espécie presente no território português.